# Emilio Portes Gil
Emilio Portes Gil (3. listopada 1890. – 10. prosinca 1978.), meksički političar i državnik, 5. post-revolucionarni predsjednik Meksika i 41. od neovisnosti.
Rodio se u Ciudad Victoriji, država Tamaulipas, sjeveroistok Meksika.
Kad je izbila Meksička revolucija, Emilio je studirao pravo na Slobodnoj školi prava u glavnom gradu.
Idol mu postaje revolucionar Venustiano Carranza, čiji postaje pristaša.
Nakon diplome, zaposlio se u javnoj službi i obnašao niz dužnosti, čak je bio i u Vrhovnom sudu Sonore.
Tri puta biran je u Kongres, a guverner svoje države bio je u dva navrata.
Bio je sudionik u upravi koju je vodio Plutarco Elias Calles.
Čak je dogurao do položaja ministra unutrašnjih poslova.
Kada je 1928. ponovno izabran Alvaro Obregon, koji je ubijen 17. srpnja, Portes Gil preuzeo je dužnost privremenog predsjednika i na njoj ostao idućih 14 mjeseci.
Iako je pokušavao odigrati važnu ulogu u meksičkoj politici, ostat će upamćen kao Callesova marioneta.
Predsjednik Cardenas deportirao ga je iz zemlje, a u kasnijim administracijama obavljao je niz dužnosti.
Položaj predsjednika napustio je 4. veljače 1930., a njegov nasljednik Pascual Ortiz Rubio nastavio je biti marioneta.
Umro je u Ciudad de Méxicu u dobi od 88 godina.